# Black Is White
Black Is White é um filme mudo norte-americano, do gênero drama dirigido por Charles Giblyn, baseado no romance homônimo de George Barr McCutcheon. Lançado em 1920, foi protagonizado por Dorothy Dalton. Cópias do filme existem na Biblioteca do Congresso e UCLA Film and Television Archive.

## Elenco
- Dorothy Dalton - Margaret Brood / Yvonne Strakosch
- Holmes Herbert - Jim Brood
- Jack Crosby - Frederick Bond
- Clifford Bruce - barão Demetrious Strakosch
- Claire Mersereau - Lyda Desmond
- Lillian Lawrence - Sra. Desmond
- Joseph Granby - Ranjab
- Patrick Barrett - Daws
- Tom Cameron - Riggs